# Fumiko Kawabata
Fumiko Kawabata (川畑文子, Kawabata Fumiko) est une chanteuse et danseuse japonaise née le 17 juin 1916 et morte le 2 janvier 2007. C'est l'une des premières grandes figures du jazz japonais qui émerge dans les années 1930

## Sources

### références
1. ↑  Taylor Atkins 2017, p. 118.